# Riviano
Riviano è una frazione del comune di Varano de' Melegari, in provincia di Parma.
La località è situata 3,05 km dal capoluogo.

## Geografia fisica
La frazione sorge sul versante appenninico sinistro della piccola valle del rio di Boccolo, affluente sinistro del torrente Ceno; il borgo di case sparse è collocato sul monte Riviano, che si erge ai piedi del monte di Pietra Corva, grande massiccio ofiolitico dominante sulla val Ceno.

## Storia
Il toponimo ha origine latina, ma la più antica testimonianza dell'esistenza del borgo e del castrum Rudiliani, edificati in età longobarda, risale al 1217, quando furono dati alle fiamme e rasi al suolo dalle truppe milanesi e piacentine, che avevano devastato anche gli abitati di Montesalso e Grecio (odierna Mariano).
In seguito Riviano fu assegnata ai marchesi Pallavicino, feudatari anche della vicina Varano.
Nel 1326 Riviano e Varano de' Melegari furono devastate dalle armate pontificie, durante gli scontri tra guelfi e ghibellini.
Nel 1428 il duca di Milano Filippo Maria Visconti inviò le sue truppe, guidate dal capitano di ventura Niccolò Piccinino, contro Manfredo Pallavicino, assaltandone il castello di Pellegrino; il marchese fu arrestato e costretto sotto tortura a confessare di aver congiurato contro il duca, che lo condannò a morte e confiscò tutti i feudi, comprendenti Pellegrino, Vianino, Varano de' Melegari, Serravalle, Mariano, Montesalso, Riviano e Pietramogolana, per assegnarli al Piccinino.
La zona di Varano de' Melegari tornò sotto il controllo di Rolando Pallavicino nel 1445; lo Stato Pallavicino fu infine soppresso nel 1588 dal duca Alessandro Farnese, che ne annetté il territorio al ducato di Parma e Piacenza ma concesse ai marchesi di mantenervi alcuni diritti feudali.
I Pallavicino furono costretti ad abbandonare definitivamente il governo del territorio nel 1805, per effetto dell'abolizione napoleonica della feudalità; Varano divenne allora sede di comune (o mairie).
Il 23 dicembre del 2008 una forte scossa sismica causò numerosi danni nel Parmense; l'antica cappella del cimitero di Riviano fu completamente distrutta e fu successivamente ricostruita in pietra nel 2012.

## Monumenti e luoghi d'interesse

### Chiesa di San Pietro

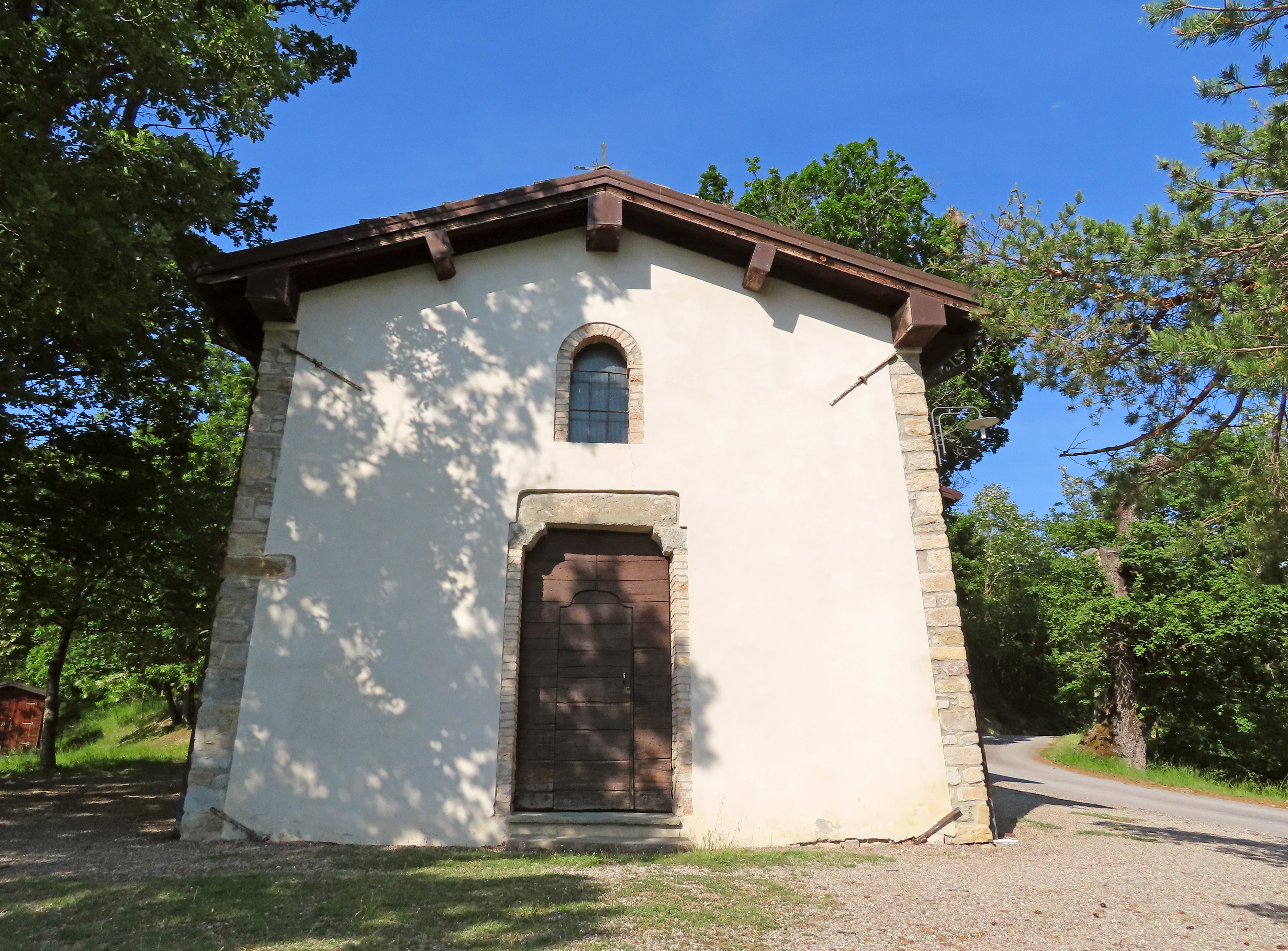
Facciata della chiesa di San Pietro

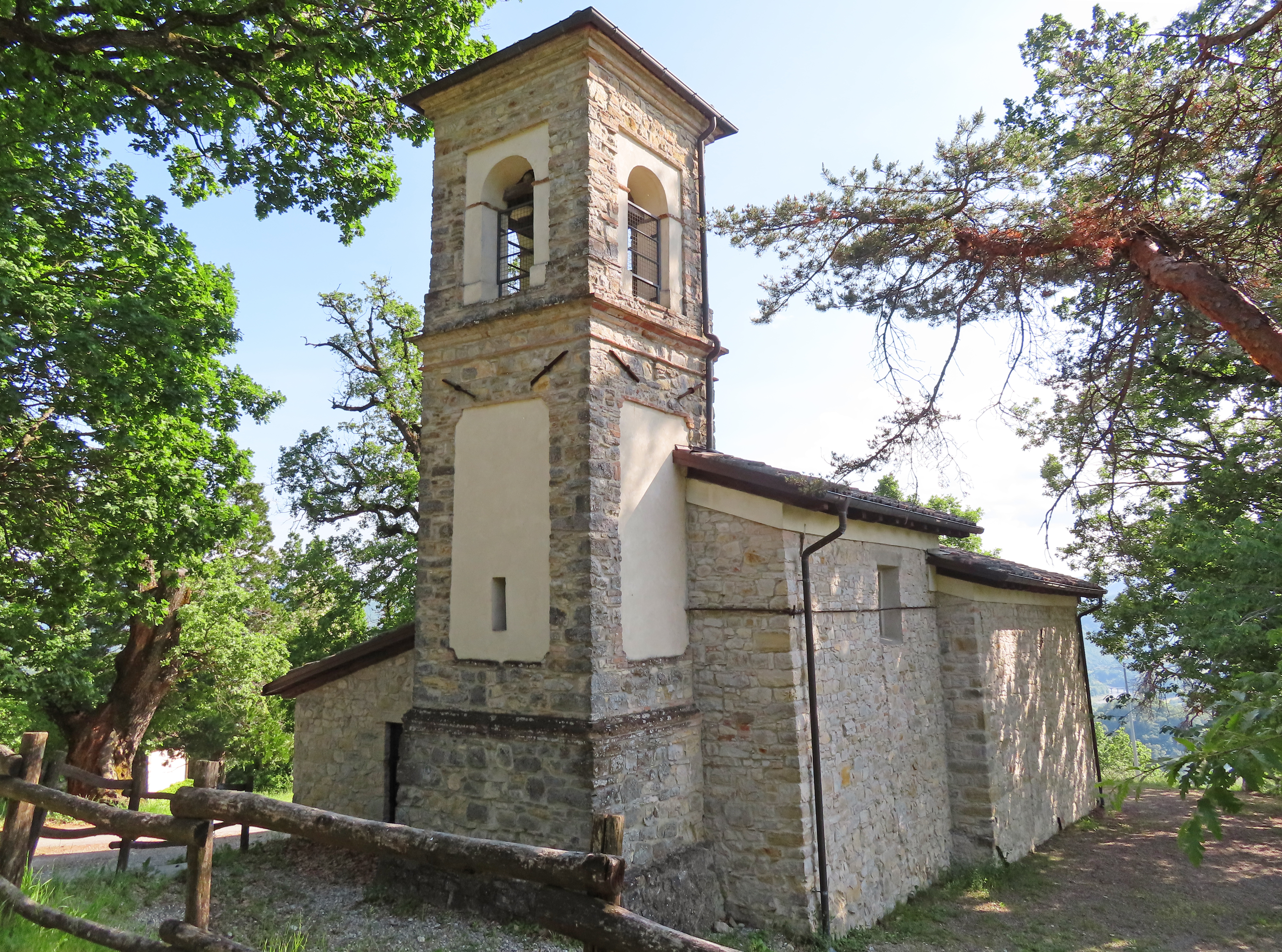
Retro e lato nord della chiesa di San Pietro

Edificata originariamente nei pressi di Gallichiano entro il 1230, nel 1668 la chiesa fu ricostruita in stile barocco nella collocazione attuale e restaurata interamente tra il 1999 e il 2010; il tempio, quasi completamente rivestito in pietra negli esterni, è affiancato da una cappella dedicata alla Madonna dei baler, ossia alla Madonna delle castagne cotte in acqua, festeggiata ogni anno la seconda domenica di ottobre.

### Castello
Edificato in epoca longobarda, il castello, ubicato sulla cima del monte Riviano e dotato di un avamposto fortificato nei pressi di Gallichiano, fu completamente distrutto insieme al borgo di Riviano dalle truppe milanesi e piacentine nel 1217 e mai più ricostruito.

### Monastero di Monte Riviano
Edificato forse in epoca medievale, il grande monastero dei serviti, collocato sulla cima del monte Riviano, fu secondo la tradizione completamente distrutto alla fine del XV secolo da un gruppo di ladroni, che sterminò anche i monaci presenti.